# Rhododendron circinnatum
Rhododendron circinnatum är en ljungväxtart som beskrevs av John Macqueen Cowan och Kingdon-Ward in Cowan. Rhododendron circinnatum ingår i släktet rododendron, och familjen ljungväxter. Inga underarter finns listade i Catalogue of Life.